# Two Oceans Marathon
Der Two Oceans Marathon (offizielle Bezeichnung Totalsports Two Oceans Marathon nach dem Sponsor Totalsports) ist eine der bedeutendsten Sportveranstaltungen Südafrikas. Er wird seit 1970 jährlich in Kapstadt ausgetragen. Termin ist seit 1976 der Karsamstag. Die Hauptstrecke ist ein 56 km langer Ultramarathon; außerdem wird seit 1998 ein Halbmarathon angeboten.

## Strecke
Die Ultramarathonstrecke beginnt im Stadtteil Newlands, führt zwischen Muizenberg und Fish Hoek an der False Bay am Atlantischen Ozean entlang und überquert dann die Kap-Halbinsel über den Chapman’s Peak. Sie verläuft dann auf der Küstenstraße einige Kilometer wieder am Atlantischen Ozean vorbei und von dort weiter zum Ziel auf dem Campus der Universität Kapstadt am Fuße des Tafelberges. Der Name Two Oceans ist daher nicht ganz korrekt, da die Strecke nur am Atlantischen Ozean entlang führt. Der Indische Ozean beginnt erst am Kap Agulhas, welches ca. 150 km östlich von Kapstadt liegt. Insgesamt sind über 500 Höhenmeter bergauf und ca. 450 Höhenmeter bergab zu überwinden, die meisten davon auf der zweiten Streckenhälfte. Wegen der spektakulären Ausblicke gilt der Two Oceans Marathon als einer der schönsten Läufe weltweit.
Die Halbmarathonstrecke biegt in Wynberg westlich von der Ultrastrecke ab und mündet im Norden von Constantia wieder in sie ein. Hier sind knapp 300 Höhenmeter bergauf und gut 200 Höhenmeter bergab zu bewältigen.

## Geschichte
Der erste Lauf fand 1970 mit 26 Teilnehmern statt und sollte lediglich ein Trainingslauf für den Comrades Marathon sein. Dann aber entwickelte sich der Lauf schnell zu einer eigenständigen Veranstaltung. 1974 nahm zum ersten Mal eine Frau teil, erreichte aber nicht das Ziel in der vorgeschriebenen Zeit. 1975 wurden erstmals nicht-weiße Läufer zugelassen. Ein Jahr später gab es den ersten schwarzen Sieger.
Seit 1979 wird jeder, der den Lauf dreimal gewinnt, fünfmal eine Goldmedaille gewonnen hat oder ihn zehnmal innerhalb des Zeitlimits beendet hat, mit einer permanenten Startnummer in Blau geehrt.
1988 stellte Thompson Magawana den immer noch bestehenden Streckenrekord auf und erzielte dabei Weltbestzeiten über 30 Meilen und 50 km.
Seit dem Ende der Apartheid lockt der Lauf auch ausländische Spitzensportler und Hobbyläufer an. 1998 führte man einen Halbmarathon ein, der mittlerweile der teilnehmerstärkste Südafrikas ist, und verlängerte das Zeitlimit für die Ultraläufer von sechs auf sechseinhalb Stunden. 2000 führte man den derzeitigen Zielschluss von sieben Stunden ein.
Nach einem Erdrutsch mit Steinschlag im Januar 2000 wurde die Atlantikstrecke aus Sicherheitsgründen für mehrere Jahre gesperrt. Mittlerweile wurden aufwändige Sicherheitszäune errichtet, so dass die klassische Route wieder freigegeben werden konnte.

## Teilnahmebedingungen und Medaillen
Teilnahmebedingung für den Ultramarathon ist ein unter fünf Stunden absolvierter Marathon innerhalb des letzten halben Jahres.
Für die Ultramarathon-Finisher gibt es fünf Kategorien von Medaillen: Gold für die ersten zehn, Silber für alle anderen, die das Ziel in unter vier Stunden erreichen, eine Sainsbury-Medaille für Läufer, die weniger als fünf Stunden brauchen, Bronze für alle, die das ursprüngliche Zeitlimit von sechs Stunden unterbieten, und Blau für die übrigen Läufer, welche die Strecke innerhalb von sieben Stunden bewältigen.

## Statistik

### Streckenrekord im Halbmarathon
- Männer: 1:02:54 h, Cuthbert Nyasango (ZIM), 2006
- Frauen: 1:11:57 h, Helalia Johannes (NAM), 2011

### Siegerlisten
Quellen: Website des Veranstalters, ARRS

#### Ultramarathon
| Datum         | Männer                  | Nation    | Zeit    | Frauen                      | Nation                 | Zeit    |
| ------------- | ----------------------- | --------- | ------- | --------------------------- | ---------------------- | ------- |
| 16. Apr. 2023 | Onalenna Khonkhobe      | Südafrika | 3:09:30 | Gerda Steyn -5-             | Südafrika              | 3:26:54 |
| 16. Apr. 2023 | Givemore Mudzinganyama  | Simbabwe  | 3:09:56 | Gerda Steyn -4-             | Südafrika              | 3:29:06 |
| 17. Apr. 2022 | Edndale Belachew        | Äthiopien | 3:09:05 | Gerda Steyn -3-             | Südafrika              | 3:29:42 |
| 20. Apr. 2019 | Bongmusa Mthembu        | Südafrika | 3:08:40 | Gerda Steyn -2-             | Südafrika              | 3:31:29 |
| 31. März 2018 | Justin Kemboi Chesire   | Kenia     | 3:09:21 | Gerda Steyn                 | Südafrika              | 3:39:31 |
| 15. Apr. 2017 | Lungile Gongga          | Südafrika | 3:09:43 | Marina Damantsevich         | Belarus                | 3:37:13 |
| 26. März 2016 | Mike Fokorani           | Simbabwe  | 3:13:33 | Carline Wostmann -2-        | Südafrika              | 3:44:44 |
| 4. Apr. 2015  | Motlokoa Nkhabutlane    | Lesotho   | 3:10:27 | Caroline Wostmann           | Südafrika              | 3:41:23 |
| 19. Apr. 2014 | Lebenya Mkoka           | Lesotho   | 3:09:52 | Nina Podnebesnowa           | Russland               | 3:40:07 |
| 30. März 2013 | David Gadebe            | Südafrika | 3:08:54 | Tabitha Tsatsa              | Simbabwe               | 3:39:57 |
| 7. Apr. 2012  | Stephen Muzhingi        | Simbabwe  | 3:08:07 | Jelena Nurgalijewa -4-      | Russland               | 3:41:54 |
| 23. Apr. 2011 | George Ntshiliza        | Südafrika | 3:08:31 | Olesja Nurgalijewa -3-      | Russland               | 3:33:58 |
| 3. Apr. 2010  | Mabuthile Lebopo        | Lesotho   | 3:06:18 | Olesja Nurgalijewa -2-      | Russland               | 3:41:53 |
| 11. Apr. 2009 | John Wachira            | Kenia     | 3:10:06 | Jelena Nurgalijewa -3-      | Russland               | 3:40:43 |
| 22. März 2008 | Marko Mambo -3-         | Simbabwe  | 3:11:35 | Olesja Nurgalijewa          | Russland               | 3:34:53 |
| 7. Apr. 2007  | Bethuel Netshifhefhe    | Südafrika | 3:07:56 | Madina Biktagirowa          | Russland               | 3:35:04 |
| 15. Apr. 2006 | Moses Njodzi            | Simbabwe  | 3:06:50 | Tatjana Schirkowa           | Russland               | 3:36:19 |
| 26. März 2005 | Marko Mambo -2-         | Simbabwe  | 3:05:39 | Jelena Nurgalijewa -2-      | Russland               | 3:38:12 |
| 10. Apr. 2004 | Marko Mambo             | Simbabwe  | 3:07:41 | Jelena Nurgalijewa          | Russland               | 3:37:51 |
| 19. Apr. 2003 | Mluleki Nobanda         | Südafrika | 3:09:21 | Simona Staicu               | Ungarn                 | 3:37:32 |
| 30. März 2002 | Simon Mphulanyane       | Südafrika | 3:09:42 | Natalja Wolgina             | Russland               | 3:38:02 |
| 14. Apr. 2001 | Honest Mutsakani        | Simbabwe  | 3:11:18 | Gwen Griffiths-van Lingen   | Südafrika              | 3:43:03 |
| 22. Apr. 2000 | Joshua Peterson         | Südafrika | 3:13:12 | Sarah Mahlangu              | Südafrika              | 3:48:58 |
| 3. Apr. 1999  | Isaac Tshabalala -2-    | Südafrika | 3:11:20 | Angelina Sephooa -3-        | Südafrika              | 3:38:09 |
| 11. Apr. 1998 | Fusi Nhlapo             | Südafrika | 3:11:30 | Angelina Sephooa -2-        | Südafrika              | 3:49:56 |
| 29. März 1997 | Zithulele Sinqe -2-     | Südafrika | 3:09:45 | Angelina Sephooa            | Südafrika              | 3:45:45 |
| 6. Apr. 1996  | Zithulele Sinqe         | Südafrika | 3:09:45 | Maria Bak                   | Deutschland            | 3:45:16 |
| 15. Apr. 1995 | Simon Malindi           | Südafrika | 3:10:53 | Enikő Fehér                 | Ungarn                 | 3:49:31 |
| 2. Apr. 1994  | Phineas Makaba          | Südafrika | 3:15:06 | Carolyn Hunter-Rowe         | Vereinigtes Königreich | 3:51:37 |
| 10. Apr. 1993 | Isaac Tshabalala        | Südafrika | 3:14:29 | Pat Lithgow                 | Südafrika              | 3:57:11 |
| 18. Apr. 1992 | Israel Morake           | Südafrika | 3:15:56 | Monica Drogemoller -4-      | Südafrika              | 3:49:16 |
| 30. März 1991 | Miltas Tshabalala       | Südafrika | 3:16:00 | Monica Drogemoller -3-      | Südafrika              | 3:50:23 |
| 14. Apr. 1990 | Willie Mtolo            | Südafrika | 3:10:51 | Monica Drogemoller -2-      | Südafrika              | 3:42:39 |
| 25. März 1989 | Johannes Thobejane      | Südafrika | 3:12:20 | Frith van der Merwe         | Südafrika              | 3:30:36 |
| 2. Apr. 1988  | Thompson Magawana -2-   | Südafrika | 3:03:44 | Monica Drogemoller          | Südafrika              | 3:44:29 |
| 18. Apr. 1987 | Thompson Magawana       | Südafrika | 3:05:31 | Liz Eglington               | Südafrika              | 3:53:52 |
| 29. März 1986 | Tulani Sibisi           | Südafrika | 3:09:30 | Adelene Joubert             | Südafrika              | 3:52:59 |
| 6. Apr. 1985  | Siphiwe Gqele -3-       | Südafrika | 3:11:57 | Beverley Malan -3-          | Südafrika              | 4:01:09 |
| 21. Apr. 1984 | Siphiwe Gqele -2-       | Südafrika | 3:10:57 | Helen Lucre                 | Südafrika              | 3:52:20 |
| 2. Apr. 1983  | Siphiwe Gqele           | Südafrika | 3:11:54 | Beverley Malan -2-          | Südafrika              | 3:57:32 |
| 10. Apr. 1982 | Ben Choeu               | Südafrika | 3:11:15 | Beverley Malan              | Südafrika              | 3:59:08 |
| 18. Apr. 1981 | Johnny Halberstadt      | Südafrika | 3:05:37 | Gail Ingram -2-             | Südafrika              | 4:11:31 |
| 5. Apr. 1980  | Hoseah Tjale            | Südafrika | 3:14:30 | Gail Ingram                 | Südafrika              | 4:14:05 |
| 14. Apr. 1979 | Gabashane Rakabaele -2- | Südafrika | 3:08:56 | Diane Alperstein            | Südafrika              | 4:22:58 |
| 25. März 1978 | Brian Chamberlain -2-   | Südafrika | 3:15:23 | Janet Bailey                | Südafrika              | 4:34:28 |
| 9. Apr. 1977  | Brian Chamberlain       | Südafrika | 3:15:22 | Marie-Jeanne Duyvejonck -2- | Südafrika              | 5:03:52 |
| 17. Apr. 1976 | Gabashane Rakabaele     | Südafrika | 3:18:05 | Marie-Jeanne Duyvejonck     | Südafrika              | 5:01:07 |
| 12. Apr. 1975 | Derek Preiss -2-        | Südafrika | 3:22:01 | Ulla Paul                   | Südafrika              | 5:14:51 |
| 13. Apr. 1974 | Derek Preiss            | Südafrika | 3:21:40 | ---                         | ---                    | ---     |
| 23. Apr. 1973 | Donald Hartley -2-      | Südafrika | 3:24:06 | ---                         | ---                    | ---     |
| 2. Mai 1972   | Donald Hartley          | Südafrika | 3:25:12 | ---                         | ---                    | ---     |
| 1. Mai 1971   | Robert Knutzen          | Südafrika | 3:42:31 | ---                         | ---                    | ---     |
| 2. Mai 1970   | Dirk Steyn              | Südafrika | 3:55:50 | ---                         | ---                    | ---     |

#### Halbmarathon
| Jahr | Männer               | Nation    | Zeit    | Frauen                    | Nation                 | Zeit    |
| ---- | -------------------- | --------- | ------- | ------------------------- | ---------------------- | ------- |
| 2024 | Thabang Mosiako      | Südafrika | 1:04:40 | Mokulubete Makatisi       | Lesotho                | 1:13:52 |
| 2023 | Mbuleli Mthanga      | Südafrika | 1:03:58 | Emma Pallant              | Vereinigtes Königreich | 1:14:17 |
| 2022 | Moses Tarakinyu      | Simbabwe  | 1:03:31 | Fortunate Chidzivo        | Simbabwe               | 1:14:49 |
| 2019 | Elroy Gelant         | Südafrika | 1:03:17 | Helalia Johannes          | Namibia                | 1:10:26 |
| 2018 | David Manja          | Südafrika | 1:04:08 | Nolene Conrad             | Südafrika              | 1:16:18 |
| 2017 | Namakoe Nkhasi -2-   | Lesotho   | 1:03:15 | Irvette van Zyl           | Südafrika              | 1:13:53 |
| 2016 | Namakoe Nkhasi       | Lesotho   | 1:03:38 | Irvette van Zyl           | Südafrika              | 1:13:14 |
| 2015 | Stephen Mokoka -4-   | Südafrika | 1:04:00 | Lebogang Phalula          | Südafrika              | 1:14:48 |
| 2014 | Stephen Mokoka -3-   | Südafrika | 1:04:16 | Lebo Phalula              | Südafrika              | 1:14:00 |
| 2013 | Stephen Mokoka -2-   | Südafrika | 1:03:36 | Meseret Mengistu          | Äthiopien              | 1:12:43 |
| 2012 | Xolisa Tyali         | Südafrika | 1:04:52 | René Kalmer -2-           | Südafrika              | 1:15:00 |
| 2011 | Lusapho April -2-    | Südafrika | 1:03:59 | Helalia Johannes -4-      | Namibia                | 1:11:57 |
| 2010 | Lusapho April        | Südafrika | 1:03:54 | René Kalmer               | Südafrika              | 1:12:39 |
| 2009 | Stephen Mokoka       | Südafrika | 1:03:42 | Helalia Johannes -3-      | Namibia                | 1:13:34 |
| 2008 | George Majaji        | Simbabwe  | 1:03:31 | Mamorallo Tjoka -2-       | Lesotho                | 1:15:04 |
| 2007 | Willy Kariuku Mwangi | Kenia     | 1:03:05 | Helalia Johannes -2-      | Namibia                | 1:13:16 |
| 2006 | Cuthbert Nyasango    | Simbabwe  | 1:02:54 | Helalia Johannes          | Namibia                | 1:13:35 |
| 2005 | Hendrick Ramaala     | Südafrika | 1:03:26 | Mamorallo Tjoka           | Lesotho                | 1:15:58 |
| 2004 | Elijah Mutandiro -3- | Simbabwe  | 1:04:02 | Ronel Thomas              | Südafrika              | 1:16:46 |
| 2003 | Luwis Masunda        | Simbabwe  | 1:03:46 | Charné Rademeyer -3-      | Südafrika              | 1:15:48 |
| 2002 | Josia Thugwane       | Südafrika | 1:04:15 | Charné Rademeyer -2-      | Südafrika              | 1:15:27 |
| 2001 | Zacharia Mpolokeng   | Südafrika | 1:05:53 | Charné Rademeyer          | Südafrika              | 1:17:37 |
| 2000 | Elijah Mutandiro -2- | Simbabwe  | 1:05:31 | Kirsty Weir               | Südafrika              | 1:18:24 |
| 1999 | Elijah Mutandiro     | Simbabwe  | 1:04:35 | Theresa du Toit           | Südafrika              | 1:19:53 |
| 1998 | Makhosonke Fika      | Südafrika | 1:05:35 | Gwen Griffiths-van Lingen | Südafrika              | 1:17:01 |

### Entwicklung der Finisherzahlen
Quelle: results.finishtime.co.za für Finisher-Zahlen ab 2022; www.sportsplit.com bis 2019
| Jahr | 56 km                                  | davon Frauen                           | 21,1 km                                | davon Frauen                           |
| ---- | -------------------------------------- | -------------------------------------- | -------------------------------------- | -------------------------------------- |
| 2024 | 10180                                  | 2991                                   | 14646                                  | 8420                                   |
| 2023 | 7967                                   | 2191                                   | 13459                                  | 7291                                   |
| 2022 | 4022                                   | 1010                                   | 9354                                   | 4492                                   |
| 2021 | Keine Austragung wg. COVID-19-Pandemie | Keine Austragung wg. COVID-19-Pandemie | Keine Austragung wg. COVID-19-Pandemie | Keine Austragung wg. COVID-19-Pandemie |
| 2020 | Keine Austragung wg. COVID-19-Pandemie | Keine Austragung wg. COVID-19-Pandemie | Keine Austragung wg. COVID-19-Pandemie | Keine Austragung wg. COVID-19-Pandemie |
| 2019 | 12108                                  | 3490                                   | 14743                                  | 8019                                   |
| 2018 | 9208                                   | 2592                                   | 13903                                  | 7620                                   |
| 2017 | 9259                                   | 2661                                   | 14264                                  | 7734                                   |
| 2016 | 8947                                   | 2453                                   | 13851                                  | 7422                                   |
| 2015 | 8721                                   | 2393                                   | 13190                                  | 7065                                   |
| 2014 | 8243                                   | 2232                                   | 13073                                  | 6644                                   |
| 2013 | 8252                                   | 2188                                   | 13600                                  | 6721                                   |
| 2012 | 7754                                   | 1990                                   | 13600                                  | 6104                                   |
| 2011 | 7269                                   | 1775                                   | 10887                                  | 5261                                   |
| 2010 | 7318                                   | 1817                                   | 09219                                  | 4446                                   |
| 2009 | 5824                                   | 1346                                   | 10.615                                 | 4759                                   |
| 2008 | 5778                                   | 1360                                   | 09618                                  | 4091                                   |
| 2007 | 6531                                   | 1499                                   | 09212                                  | 3883                                   |
| 2006 | 6881                                   | 1501                                   | 08296                                  | 3443                                   |
| 2005 | 6982                                   | 1502                                   | 06250                                  | 2459                                   |
| 2004 | 8692                                   | 1830                                   | 06215                                  | 2597                                   |
| 2003 | 6252                                   | 1159                                   | 05650                                  | 2090                                   |
| 2002 | 6491                                   | 1196                                   | 04211                                  | 1586                                   |
| 2001 | 6861                                   | 1158                                   | 03816                                  | 1409                                   |
| 2000 | 8321                                   | 1512                                   | 03332                                  | 1300                                   |
| 1999 | 7073                                   | 1081                                   | 02937                                  | 1187                                   |
| 1998 | 7441                                   | 1071                                   | 02915                                  | 1094                                   |
| 1997 | 6695                                   | 0835                                   | ---                                    | ---                                    |
| 1996 | 7107                                   | 0880                                   | ---                                    | ---                                    |
| 1995 | 6327                                   | 0688                                   | ---                                    | ---                                    |
| 1994 | 7099                                   | 0768                                   | ---                                    | ---                                    |
| 1993 | 7191                                   | 0678                                   | ---                                    | ---                                    |
| 1992 | 7139                                   | 0585                                   | ---                                    | ---                                    |
| 1991 | 7135                                   | 0629                                   | ---                                    | ---                                    |
| 1990 | 6964                                   | 0520                                   | ---                                    | ---                                    |
| 1989 | 6027                                   | 0434                                   | ---                                    | ---                                    |
| 1988 | 5902                                   | 0393                                   | ---                                    | ---                                    |
| 1987 | 5235                                   | 0302                                   | ---                                    | ---                                    |
| 1986 | 4570                                   | 0283                                   | ---                                    | ---                                    |
| 1985 | 3884                                   | 0230                                   | ---                                    | ---                                    |
| 1984 | 3154                                   | 0140                                   | ---                                    | ---                                    |
| 1983 | 2531                                   | 089                                    | ---                                    | ---                                    |
| 1982 | 2027                                   | 068                                    | ---                                    | ---                                    |
| 1981 | 1602                                   | 042                                    | ---                                    | ---                                    |
| 1980 | 1343                                   | 022                                    | ---                                    | ---                                    |
| 1979 | 1010                                   | 011                                    | ---                                    | ---                                    |
| 1978 | 0672                                   | 09                                     | ---                                    | ---                                    |
| 1977 | 0455                                   | 02                                     | ---                                    | ---                                    |
| 1976 | 0320                                   | 03                                     | ---                                    | ---                                    |
| 1975 | 0186                                   | 01                                     | ---                                    | ---                                    |
| 1974 | 0116                                   | ---                                    | ---                                    | ---                                    |
| 1973 | 078                                    | ---                                    | ---                                    | ---                                    |
| 1972 | 086                                    | ---                                    | ---                                    | ---                                    |
| 1971 | 031                                    | ---                                    | ---                                    | ---                                    |
| 1970 | 015                                    | ---                                    | ---                                    | ---                                    |